# Drugs.com
Drugs.com é uma enciclopédia on-line farmacêutica que apresenta informação sobre fármacos para usuários e profissionais de saúde, principalmente nos EUA. Foi lançado oficialmente em setembro de 2001 e reúne informação de fontes como Cerner Multum, Micromedex da Thomson Reuters, Wolters Kluwer Health, U.S. Food and Drug Administration (FDA), Physicians' Desk Reference, A.D.A.M., Stedmans, AHFS, Harvard Health Publications, North American Compendiums, PharmaLive, & Healthday.